# Shikha Uberoi
Shikha Uberoi (Bombay, 5 aprile 1983) è un'ex tennista indiana.

## Biografia
Ha tre sorelle più giovani (Neha, Nikita e Nimita) divenute anche loro tenniste professioniste, ma che a differenza di Shikha hanno giocato per gli Stati Uniti, essendo nate in questo Paese. Il padre è stato invece un ottimo giocatore di tennistavolo.
Dopo il ritiro ha conseguito due lauree a Princeton, la prima in Antropologia, la seconda in Storia (con tesi in Indologia), ed è diventata imprenditrice. Dal 2013 si batte per promuovere l'emancipazione femminile attraverso lo sport: a tale scopo partecipa a conferenze e organizza vari eventi in collaborazione con le tv dell'India e di altri Paesi. Fa parte del consiglio di amministrazione di "Shapers Global Initiative" del World Economic Forum per Bhopal.

## Carriera
A livello juniores ha vinto 3 titoli ITF di singolare e 2 di doppio.
Come professionista ha ottenuto il suo migliore risultato raggiungendo il secondo turno nel singolare allo US Open nel 2004. Ha giocato anche in Fed Cup. Nel ranking mondiale si è fermata alla 122ª posizione (2007). Per qualche tempo è stata tra le dieci top-server del circuito WTA.
Si è ritirata nel 2011.

## Statistiche

### Risultati in progressione
| Sigla | Risultato               |
| ----- | ----------------------- |
| V     | Vincitore               |
| F     | Finalista               |
| SF    | Semifinalista           |
| O     | Oro olimpico            |
| A     | Argento olimpico        |
| SF    | Bronzo olimpico         |
| QF    | Quarti di Finale        |
| 4T    | Quarto turno            |
| 3T    | Terzo turno             |
| 2T    | Secondo turno           |
| 1T    | Primo turno             |
| RR    | Round Robin             |
| LQ    | Turno di qualificazione |
| A     | Assente                 |
| ND    | Non disputato           |

| Legenda superfici    |
| -------------------- |
| Cemento              |
| Terra battuta        |
| Erba                 |
| Superficie variabile |

#### Singolare nei tornei del Grande Slam
| Torneo          | 2004 | 2005 | 2006 | 2007 | 2008 | 2009 | 2010 | 2011 |
| --------------- | ---- | ---- | ---- | ---- | ---- | ---- | ---- | ---- |
| Australian Open | A    | A    | A    | A    | A    | A    | A    | A    |
| Open di Francia | A    | A    | A    | A    | A    | A    | A    | A    |
| Wimbledon       | A    | A    | A    | A    | A    | A    | A    | A    |
| US Open         | 2T   | A    | A    | A    | A    | A    | A    | A    |

#### Doppio nei tornei del Grande Slam
| Torneo          | 2004 | 2005 | 2006 | 2007 | 2008 | 2009 | 2010 | 2011 |
| --------------- | ---- | ---- | ---- | ---- | ---- | ---- | ---- | ---- |
| Australian Open | A    | A    | A    | A    | A    | A    | A    | A    |
| Open di Francia | A    | A    | A    | A    | A    | A    | A    | A    |
| Wimbledon       | A    | A    | A    | A    | A    | A    | A    | A    |
| US Open         | 1T   | A    | A    | A    | A    | A    | A    | A    |

#### Doppio misto nei tornei del Grande Slam
Nessuna partecipazione